# Dopatrium caespitosum
Dopatrium caespitosum là một loài thực vật có hoa trong họ Mã đề. Loài này được P.Taylor mô tả khoa học đầu tiên năm 1953.